# Trocherateina cachara
Trocherateina cachara är en fjärilsart som beskrevs av William Schaus 1901. Trocherateina cachara ingår i släktet Trocherateina och familjen mätare. Inga underarter finns listade i Catalogue of Life.